# Malacomys edwardsi
Malacomys edwardsi är en däggdjursart som beskrevs av Alphonse Trémeau de Rochebrune 1885. Malacomys edwardsi ingår i släktet långfotade råttor, och familjen råttdjur. IUCN kategoriserar arten globalt som livskraftig. Inga underarter finns listade i Catalogue of Life.

## Utseende
Arten når en kroppslängd (huvud och bål) av 12,0 till 15,2 cm, en svanslängd av 14,1 till 18,6 cm och en vikt av 46 till 74 g. Bakfötterna är 3,1 till 3,4 cm långa och öronen är 2,2 till 2,8 cm stora. Artens bål och huvud är ganska smala. Den mjuka och täta pälsen har på ovansidan en rödbrun till brun färg och undersidan, inklusive hakan och strupen, är täckt av ljusgrå päls. Malacomys edwardsi har nakna öron. På svansen förekommer bara enstaka korta hår och den är ljusare på undersidan.

## Utbredning
Arten förekommer i västra Afrika från Guinea till Ghana samt i sydvästra Nigeria. Habitatet utgörs av tropiska regnskogar och av fuktiga buskskogar i låglandet. Gnagaren hittas även på jordbruksmark intill skogar men den undviker gräsmarker och brukad skog.

## Ekologi
Malacomys edwardsi är aktiv på natten och den går främst på marken. Antagligen har den bra simförmåga. Djuret vilar på dagen i bon av löv som liknar ett tefat i formen. Boet göms under bråte som ligger på marken. På grund av tändernas konstruktion borde arten äta mjuka växtdelar. Dessutom ingår olika ryggradslösa djur som daggmaskar, insekter och sniglar i födan.
Exemplar som hölls i fångenskap var inte aggressiva mot varandra. Fortplantningen sker vid slutet av den torra perioden och under regntiden. Honan föder oftast 2 eller 3 ungar per kull.